# Afrosirians
Els afrosirians són les persones que tenen ascendència de la diàspora africana de Síria. Entre aquests cal destacar un grup afroàrab que viuen a Yarmouk Basin, al sud-oest de la Governació de Daraa. Aquests parlen la llengua àrab i són musulmans sunnites. Es van portar esclaus africans a Damasc des de fa milers d'anys de la mateixa manera que a moltes altres destinacions del vell món com Itàlia, Còrsega, Xipre, el Caucas, Ceilon, Bagdad, Esfahan i Delhi. Durant el segle xix hi va haver esclaus negres que van fer de soldats dels exèrcits de Muhammad Ali.
A més a més dels afrosirians que han viscut a l'actual Síria durant molt de temps, al país hi ha afropalestins refugiats i una comunitat de xiïtes d'Àfrica Occidental que van anar a viure a aquesta ciutat per motius d'estudis religiosos a partir de la dècada de 1950 i que s'hi han assentat. Alguns d'aquests van lluitar en les milícies xiïtes de Síria.

## Història
Tot i que no es coneix exactament l'origen dels negres de Yarmouk Basin, hi ha històries locals que expliquen que els seus ancestres provenen del Sudan, que han viscut en la zona durant un llarg període i que s'han assimilat lingüísticament a les poblacions locals àrabs. Tot i que Yarmouk Basin hi ha una proporció considerablement alta de persones negres, la seva existència és molt poc coneguda a la resta del país.
Al segle xix hi havia 15.000 esclaus negres que lluitaven en l'exèrcit de Muhammad Ali.. Aquests esclaus foren portats del Sudan i d'Egipte a la dècada de 1830.
Des de principis del 2013 hi van començar a haver militars no àrabs de la milícia xiïta Liwa'a Abu Fadl al-Abbas (LAFA) a favor del règim d'Assad. Tot i que la majoria provenien de l'Afganistan o Pakistan, també n'hi van haver d'Àfrica Occidental. El 26 de juny de 2013 va morir el "primer màrtir africà", Muhammed Suleiman al-Kuwni, quan defensava la capella Sayyidah Zaynab.
Durant la Guerra Civil siriana la majoria dels negres de Yarmouk Basin van estar sota el control de l'Estat Islàmic i van lluitar primer al grup rebel de la Brigada dels màrtirs de Yarmouk que després van passar a formar part de l'exèrcit de Jalid ibn al-Walid (jihadists salafistes) del sud del país que van arribar a controlar el sud-est dels Alts del Golan.

## Geografia
A la zona de Yarmouk Basin hi ha poques poblacions en les que la majoria de la gent siguin afrodescendents, però hi ha molts altres pobles en els que hi ha petits grups d'afrosirians en tota l'àrea. El Yarmouk Basin està al sud-oest de la Governació de Deraa, a la frontera amb els Alts del Golan i Jordània.

## Clans dels afrosirians de Yarmouk Basin
Els diferents clans d'afrosirians de Yarmouk Basin són:
- Els Bayt al-Sudi: Són el clan negre més gran i millor conegut de la regió que tenen el seu centre geogràfic a l'aldea d'al Sudi, al nord de Yarmouk Basin. També n'hi ha a Jamla, Nawa i a al-Sheikh Sa'ad (al sud de Nawa).[1]
- A Abidin hi vieun dos dels principals clans, els Bayt al-Masri i els Bayt al-Ghabaiti.[1]
- Els Bayt Abu Samir: un petit clan de Jamla.[1]
- Els Bayt Abu Marah: un altre clan de Jamla.[1]
- Un clan del poble d'al-Shajra.[1]
- A Jalin a l'est de Yarmouk Basin i a Tasil hi viuen afrosirians dels quals no se'n coneix l'afiliació tribal.[1]
- Els Bayt Al-Masri, el nom del qual, en àrab, significa "egipcis".[1]

## Comunitat d'africans occidentals xiïtes de Damasc
A més a més dels afrosirians que han viscut a l'actual Síria durant molt de temps, al país hi ha una comunitat de xiïtes d'Àfrica Occidental que van anar a viure a Damasc per motius d'estudis religiosos a partir de la dècada de 1950 i que s'hi han assentat. Alguns d'aquest van lluitar per Hesbol·là per a defensar la capella Sayyida Zainab. Fins i tot el 2013 hi va haver un màrtir de Costa d'Ivori que va lluitar en aquesta batalla. Al 2019 molts dels integrants d'aquesta comunitat ja pertanyen a una segona generació que viu al país, ja que hi han nascut. Els seus pares van emigrar des d'Àfrica Occidental per a estudiar estudis xiïtes a partir del 1948. Els membres d'aquesta comunitat provenen de països com Guinea, Sierra Leone i Costa d'Ivori i d'altres països de la zona. Segons un jove de la comunitat entrevistat, tot i la guerra civil siriana, a l'actualitat encara hi viuen centenars de famílies de xiïtes d'Àfrica Occidental.
Aquesta comunitat viu sobretot als barris de Sayyida Zainab, Zahira, Bab Touma i al.Salihiya.

## Racisme i discriminació
Els afrosirians, segons la ideologia de Jaysh Khalid bin al-Waleed no pateixen discriminació racial ja que el nacionalisme ètnic de l'Estat Islàmic no es vasa en el color de la pell ni en l'etnicitat, si no en les diferències entre els musulmans i els no-musulmans. El fet que l'Estat Islàmic no discrimina per la raça dels seus integrants, ha fet que negres sirians s'hi hagin adherit. L'Estat Islàmic té molts soldats negres que inclouen africans immigrants.
Segons un jove africà occidental xiïta, ell no ha patit racisme ni discriminació racial, tot i que segons ell en coneix molt pocs que s'hagin casat amb sirians.